# 天主教普利茅斯教區
天主教普利茅斯教區（拉丁語：Dioecesis Plymuthensis）是英國英格蘭一個羅馬天主教教區。包括多塞特郡大部和康沃爾郡、德文郡和錫利群島全部。是薩瑟克總教區的附屬教區。
2011年，有68,685名教友，估轄區總人口2%，有62個堂區、103名司鐸、31名終身執事、30名修士、103名修女。現任主教為瑪竇·歐徒雷（英語：Mark O’Toole）。1850年英格蘭恢復聖統制，升為教區。